# PGC 2544663
LEDA/PGC 2544663 ist eine Spiralgalaxie vom Hubble-Typ S im Sternbild Drache am Nordsternhimmel. Sie ist schätzungsweise 538 Millionen Lichtjahre von der Milchstraße entfernt und hat einen Durchmesser von etwa 45.000 Lichtjahren.

Im selben Himmelsareal befinden sich die Galaxien NGC 5963, NGC 5965, NGC 5969, NGC 5971.